# Оберперінг
Оберперінг (нім. Oberpöring) — громада в Німеччині, знаходиться в землі Баварія. Підпорядковується адміністративному округу Нижня Баварія. Входить до складу району Деггендорф. Центр об'єднання громад Оберперінг.
Площа — 17,38 км2. Населення становить 1204 ос. (станом на 31 грудня 2020).

## Галерея

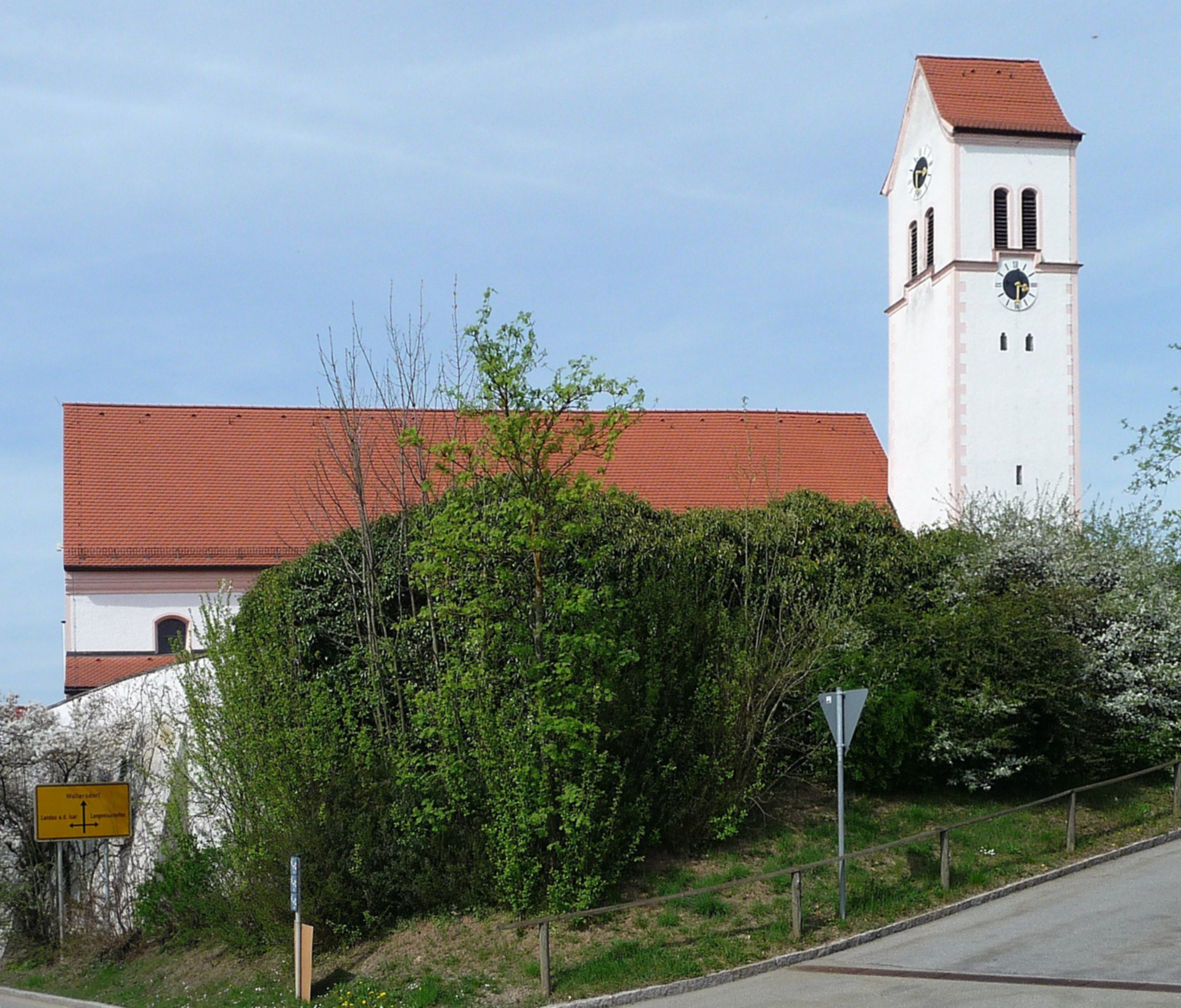
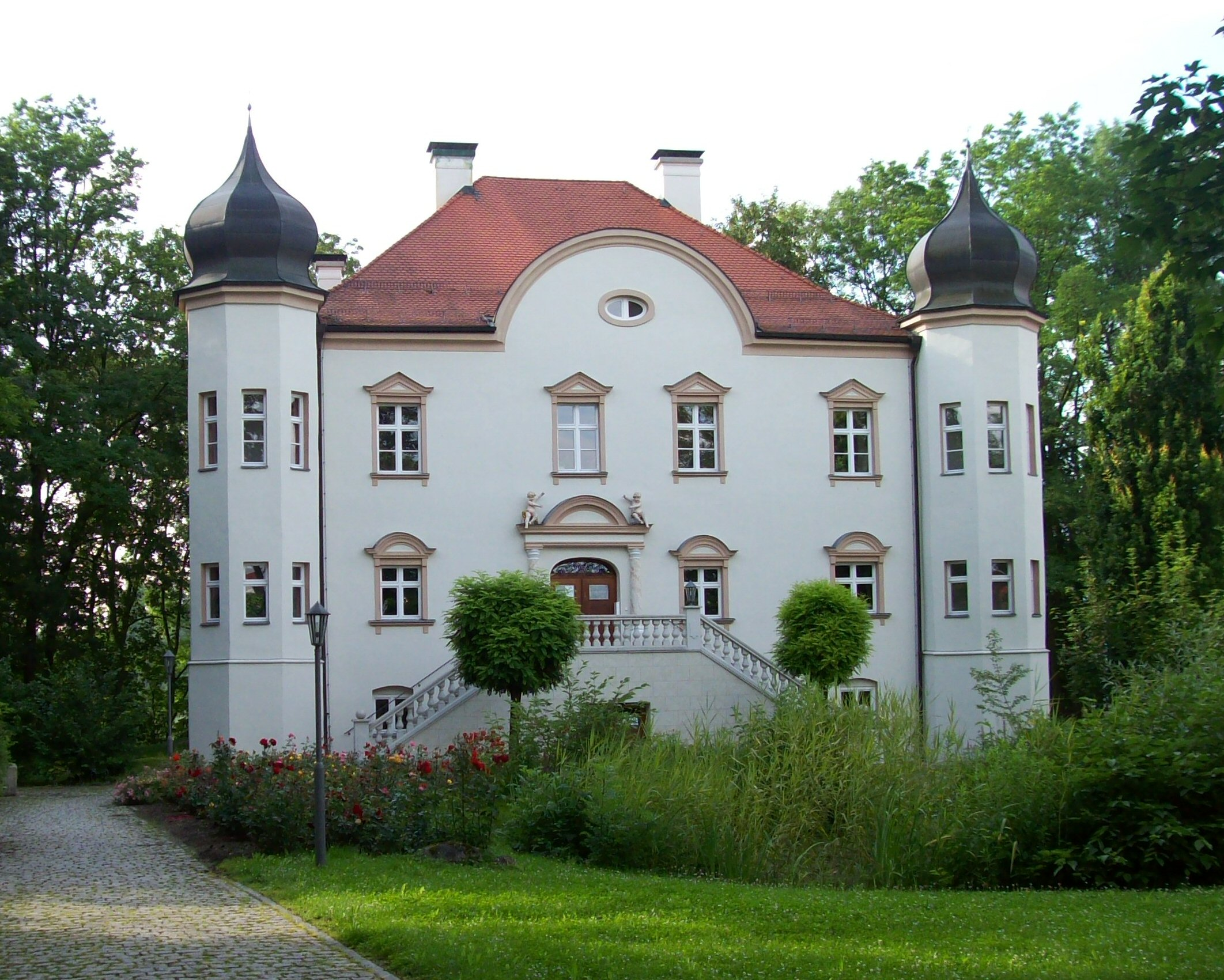
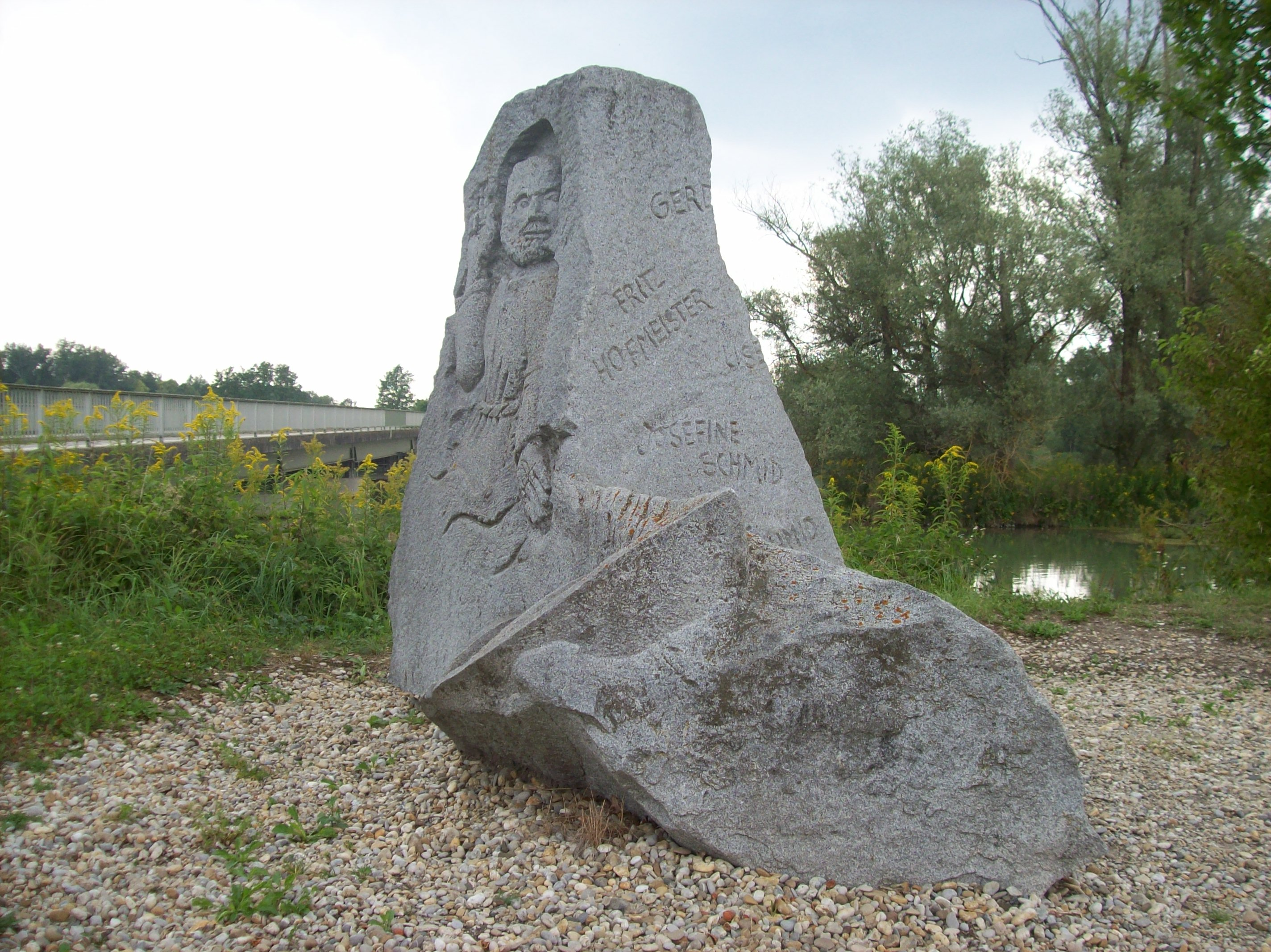